# Parti patriotique (république des Deux Nations)
Le Parti patriotique (en polonais: Stronnictwo Patriotyczne) est un mouvement politique de la république des Deux Nations créé durant la Grande Diète de quatre ans (1788-1792), dont la principale réalisation est la Constitution du 3 mai 1791. 
Les membres du parti patriotique cherchaient à renforcer le gouvernement de la République, développer son armée et réduire l'ingérence de la politique étrangère, en particulier celle de l'Empire russe. Bien que n'ayant aucune structure organisationnelle formelle, leur mouvement est considéré comme le premier parti politique polonais. Il est inspiré par les idéaux de la Révolution française.
L'aile droite du Parti patriotique, représenté par Ignacy Potocki, Stanisław Kostka Potocki et Adam Kazimierz Czartoryski, s'opposait au roi Stanisław August Poniatowski, trop proche de la Russie, et espérait renforcer le pouvoir de la Diète. 
L'aile gauche regroupée autour de Hugo Kołłątaj préconisait des réformes sociales et cherchait l'appui de la bourgeoisie. 
Le centre, représenté par le président de la Diète Stanisław Małachowski, recherchait un accord avec le roi, ce qui fut obtenu en 1790 grâce au ralliement d'Ignacy Potocki.
Peu après l'adoption de la Constitution du 3 mai 1791 éclate une guerre qui oppose les défenseurs de la Constitution aux aristocrates polonais soucieux de leurs privilèges de magnats, confédérés à Targowica. La Russie appelée à l'aide par les confédérés de Targowica, renverse le gouvernement réformateur. Le Parti patriotique cesse d'exister  lorsque, en 1795, le troisième partage de la Pologne met fin à l'indépendance de la République. Beaucoup de dirigeants du mouvement émigrent à l'étranger.

## Sources
- (en) Cet article est partiellement ou en totalité issu de l’article de Wikipédia en anglais intitulé « Patriotic Party » (voir la liste des auteurs).